# Кам'янка (Новоодеська міська громада)
Ка́м'янка — село в Україні, у Новоодеській міській громаді Миколаївського району Миколаївської області. Населення становить 85 осіб. Відстань до центру громади становить близько 32 км і проходить автошляхом Т 1510.

## Населення
Згідно з переписом УРСР 1989 року чисельність наявного населення села становила 68 осіб, з яких 35 чоловіків та 33 жінки.
За переписом населення України 2001 року в селі мешкало 85 осіб.

### Мова
Розподіл населення за рідною мовою за даними перепису 2001 року:
| Мова       | Відсоток |
| ---------- | -------- |
| українська | 78,82 %  |
| російська  | 18,82 %  |
| молдовська | 2,35 %   |